# Alquerías del Niño Perdido
Alquerías del Niño Perdido (en valenciano y cooficialmente les Alqueries, pronunciado [lez aɫkeˈɾi.es]) es un municipio de la Comunidad Valenciana, España. Perteneciente a la provincia de Castellón, en la comarca de la Plana Baja. Cuenta con 4539 habitantes.
Desde su segregación del municipio vecino de Burriana (que tiene semaforos y mercadona (○｀ 3′○)) en 1985, Alquerías ha crecido urbanísticamente e incrementado sus infraestructuras viarias y dotacionales.

## Geografía
Integrado en la comarca de la Plana Baja, se sitúa a 12 kilómetros de la capital provincial. El término municipal está atravesado por la Autopista del Mediterráneo (AP-7) y por la carretera nacional N-340, entre los pK 960 y 963, además de por carreteras locales que conectan con Bechí y Burriana. El paisaje de Alquerías es totalmente llano y con presencia de numerosas alquerías y casas de campo. La altitud oscila entre los 43 metros al oeste y los 16 metros al este, junto a la acequia de Nules. El pueblo se alza a 21 metros sobre el nivel del mar.

### Localidades limítrofes
| Noreste: Villarreal       | Norte: Villarreal | Noreste: Burriana |
| Oeste: Villarreal y Nules |                   | Este: Burriana    |
| Suroeste: Nules           | Sur: Nules        | Sureste: Burriana |

### Accesos
Se accede a este pueblo desde Castellón de la Plana o Valencia tomando la N-340 o por la AP-7. Tiene también acceso ferroviario a través de la línea de cercanías Valencia-Castellón de la Plana en la estación de Burriana-Alquerías del Niño Perdido.

## Historia
Alquerías del Niño Perdido tiene su origen en las alquerías musulmanas de Bellaguarda, Bonastre y Bonretorn. El término alquería deriva del andalusí «لقَرِيَّة» (al-queríah), que significa ‘[el] poblado pequeño’. Con la llegada del rey Jaime I de Aragón y la fundación del Reino de Valencia aquellas alquerías pasaron a integrar una parte del entonces recién fundado término municipal de Villarreal. 
El nombre de la localidad viene de la imagen de Nuestra Señora del Niño Perdido que los frailes de Caudiel (Alto Palancia) dejaron en el oratorio de Bonretorn en 1683. Este oratorio forjó durante siglos la identidad unificada de esta población al ejercer de punto de unión de los diversos núcleos habitados de la zona. 

### Los frailes de Caudiel
En 1619, un señor llamado Pedro Miralles hizo entrega de una alquería a unos frailes agustinos de Caudiel. Estos frailes decidieron poner un cuadro de Nuestra Señora del Niño Perdido, patrona de su municipio de origen, en la capilla de la alquería. Este lienzo captó la atención de los vecinos y empezaron a acudir a los actos celebrados en la capilla, y de esta manera comenzó la adoración de los vecinos de Alquerías del Niño Perdido hacia su patrona Nuestra Señora del Niño Perdido.

### Iglesia de Vella del Replà
La  alquería de los frailes agustinos quedó en manos de un señor de Valencia llamado Anastasio Márquez, el cual entregó unos terrenos para que se construyera una nueva iglesia, ya que la población había aumentado y la iglesia que tenían no era suficiente. En 1854 se acabó la construcción de la iglesia vieja del Replà que desapareció durante la Guerra Civil.

### El litigio de la segregación
La segregación de Alquerías del Niño Perdido como municipio independiente (1985) puso final a una larga historia de desencuentros entre la nueva población y Villarreal. La separación física entre el casco urbano de ambas poblaciones fomentó durante siglos el sentimiento peculiarista de la Partida de Les Alqueries y que ya en el siglo XIX contaba con escuelas y un cementerio parroquial.
Durante el siglo XX la ausencia de inversiones significativas de Villarreal en Alquerías acentuó progresivamente la sensación de agravio histórico de la partida.[cita requerida] junto con la falta de sensibilidad integradora por parte de Villarreal y la ausencia de un sentimiento villarrealense en Alquerías.[cita requerida]
Las pretensiones segregacionistas de Alquerías comenzaron en 1929 y continuaron en 1953 (denegado el 9 de mayo de 1954) y 1978 sin ningún éxito. En 1980 el Consejo de Estado emite un informe favorable a la segregación de Alquerías, pero el gobierno de UCD acaba frustrando la creación del nuevo municipio, muy posiblemente por las presiones obstruccionistas de Villarreal, población que teme perder una parte importante de su término municipal. En efecto, los abogados que defendieron la segregación de Alquerías solicitaban la creación de un municipio al sur del río Seco de Bechí que abarcaría el 40% del territorio villarrealense. Pese a los notables éxitos de Villarreal por abortar la segregación, el 15 de junio de 1984, el Tribunal Supremo estima el recurso que permitirá la creación del nuevo municipio. La sentencia del Supremo supone una victoria moral de los alquerienses, no solo por ver posible la creación del nuevo municipio, además verán reconocida su aspiración de incluir el Plá Redó (partida municipal de Villarreal estrechamente vinculada a Alquerías) dentro del nuevo término municipal. Un año después, el 25 de junio de 1985, la Generalidad Valenciana crea por decreto el municipio de Alquerías del Niño Perdido, pese a que el Plá Redó queda finalmente en manos de Villarreal. La segregación de Alquerías acaba suponiendo a Villarreal la pérdida del 30 % de su antiguo término municipal, una decisión que suscitó una agria polémica en esta población.

## Demografía
Alquerías del Niño Perdido cuenta con una población de 4563 habitantes (INE 2024).
| Gráfica de evolución demográfica de Alquerías del Niño Perdido entre 1991 y 2021 |
| |
| Población de derecho según los censos de población del INE Población de hecho según los censos de población del INEEntre el censo de 1991 y el anterior, aparece este municipio porque se segrega del municipio Villarreal de los Infantes. |

| 1990  | 1992  | 1994  | 1996  | 1998  | 2000  | 2002  | 2004  | 2006  | 2008  | 2014  | 2015  | 2019  | 2020 | 2021 | 2022 | 2023 |
| ----- | ----- | ----- | ----- | ----- | ----- | ----- | ----- | ----- | ----- | ----- | ----- | ----- | ---- | ---- | ---- | ---- |
| 3.656 | 3.612 | 3.566 | 3.508 | 3.531 | 3.543 | 3.628 | 3.746 | 3.866 | 4.142 | 4.423 | 4.503 | 4.449 | 4464 | 4539 | 4511 | 4539 |

### Economía
Su economía está basada en la agricultura con predominio del cultivo del naranjo. La industria principal es la dedicada a la manipulación y transformación de cítricos.
Pese a ello, son muchos los habitantes los que trabajan en otros sectores industriales de las vecinas poblaciones, como puede ser la cerámica. Los habitantes del pueblo sufrieron la helada de 1946 la cual arruinó las cosechas de naranjas y causó la muerte de estas, las cuales eran su principal motor económico. Las iniciativas del joven cura, Mosén Joan Miralles, al llegar a la localidad, hizo posible que el pueblo resurgiera y se volviera a equilibrar económicamente.

### Política
En las pasadas eleccionesen 2023 del municipio de Alquerías del Niño Perdido se contabilizaron 2668 votos (77.44%), 777 abstenciones (22.55%), 63 votos nulos (2.36%) y 45 votos en blanco (1.72%).
| Partido político                                | 2007  | 2007  | 2007       | 2011  | 2011  | 2011       | 2015  | 2015  | 2015       | 2019  | 2019  | 2019       | 2023  | 2023  | 2023       |
| ----------------------------------------------- | ----- | ----- | ---------- | ----- | ----- | ---------- | ----- | ----- | ---------- | ----- | ----- | ---------- | ----- | ----- | ---------- |
| Partido político                                | Votos | %     | Concejales | Votos | %     | Concejales | Votos | %     | Concejales | Votos | %     | Concejales | Votos | %     | Concejales |
| Partido Popular (PP)                            | 1095  | 42,07 | 5          | 1112  | 41,76 | 5          | 771   | 28,92 | 3          | 578   | 23,18 | 3          | 1219  | 46,79 | 6          |
| Partit Socialista del País Valencià (PSPV-PSOE) | 1461  | 56,13 | 6          | 1227  | 46,08 | 5          | 903   | 33,87 | 4          | 995   | 39,9  | 5          | 798   | 30,63 | 3          |
| Vox                                             | -     | -     | -          | -     | -     | -          | -     | -     | -          | -     | -     | -          | 260   | 9.98  | 1          |
| Compromís                                       | -     | -     | -          | 275   | 10,33 | 1          | 408   | 15,30 | 2          | 337   | 13,51 | 1          | 283   | 10,86 | 1          |
| Ciudadanos (Cs)                                 | -     | -     | -          | -     | -     | -          | 541   | 20,59 | 2          | 550   | 22,05 | 2          | -     | -     | -          |

| Periodo   | Nombre               | Partido   |
| --------- | -------------------- | --------- |
| 1987-1991 | Miguel Montés Miró   | CDS       |
| 1991-1995 | Miguel Montés Miró   | CDS       |
| 1995-1999 | Miguel Montés Miró   | PP        |
| 1999-2003 | Miguel Montés Miró   | PP        |
| 2003-2007 | Consuelo Sanz Molés  | PSPV-PSOE |
| 2007-2011 | Consuelo Sanz Molés  | PSPV-PSOE |
| 2011-2015 | Consuelo Sanz Molés  | PSPV-PSOE |
| 2015-2019 | Esther Lara Fonfría  | PSPV-PSOE |
| 2019-2023 | Esther Lara Fonfría  | PSPV-PSOE |
| 2023-act. | Antonio Gil Monsonís | PP        |

#### Organización
La corporación municipal está formada por:
- Antonio Gil Monsonís (PP) - alcalde y concejal de urbanismo y personal.
- Mª José Capella Vicent (PP), primera teniente de alcalde y concejala de economía, hacienda, cultura y medio ambiente.
- Francisco Javier Chiva Pérez (PP), segundo teniente de alcalde y concejal de fiestas, vía pública y agricultura.
- Mª Pilar Pla Gil (PP), tercera teniente de Alcalde y concejala de comercio, ferias y mercados y sanidad.
- Tamara Abella Godos (PP), concejala de juventud y educación.
- Víctor Capella Mazo (PP), concejal de deportes y servicios sociales.
- Esther Lara Fonfria (PSOE), concejala.
- Noelia Albalate Peris (PSOE), concejala.
- Martín Cortés Bort (PSOE), concejal.
- María Usó Ballesteros (VOX), concejala.
- Àngels Beltrán Tarrazón (Compromís), concejala

## Monumentos
- Monolito. Símbolo de la segregación del pueblo de Vila-real en 1985.

### Monumentos religiosos
- Iglesia parroquial. Dedicada a la Virgen del Niño Perdido. Su construcción data de 1953 a 1957.

### Monumentos civiles
- Ayuntamiento. Edificio de interés arquitectónico de estilo modernista valenciano.
- Casa pairal del Replà. Edificio de interés arquitectónico.
- Plaza de les Pedres.
- Plaza Mayor.
- Torre árabe de la Regenta
- Casal Jove. Antigua escuela de la II República conocida como "La Palmera".
- Chale de Safont. Es un edificio modernista y neoclásico con adornos en su fachada que hacen referencia a la importancia de la naranja dentro de la Alquería.

## Fiestas
- Fiesta de San Antonio. Se celebra el domingo más cercano al 17 de enero.
- Fiesta de la Segregación. Se celebra en junio. Se conmemora el reconocimiento de Alquerías como municipio. Tienen lugar exhibiciones, deportes de competición, fiesta de fuegos artificiales, correr la traca y competición de palomas mensajeras.
- Fiesta de San Jaime. Se celebra en julio.
- Fiestas Patronales. En honor a la Virgen del Niño Perdido. Se celebra en octubre con ofrenda de flores, misa, procesión y celebraciones populares. También tienen lugar diferentes fiestas de toros: bous per la Vila (toros por la villa) y bous embolats (toros embolados).
- Fiesta de la Purísima. Se celebra el 8 de diciembre. Misa y procesión llamada de Els Farolets.
- Fiestas de San Ramón Nonato (Barrio Bellaguarda). Se celebran la última semana de agosto, con cenas de pa i porta, actuaciones, día infantil, espectáculo de variedades, etc., siendo el día grande el 31 de agosto, con misa y procesión al santo.